# Noah Welch
Noah Welch (ur. 26 sierpnia 1982 w Brighton) – amerykański hokeista, reprezentant Stanów Zjednoczonych, olimpijczyk.

## Kariera
- St. Sebastian's School (1999-2001)
- Harvard University (2001-2005)
- Wilkes-Barre/Scranton Penguins (2005-2006)
- Pittsburgh Penguins (2006)
- Florida Panthers (2006-2007)
- Rochester Americans (2006-2008)
- Tampa Bay Lightning (2008-2009)
- Chicago Wolves (2009-2011)
- Atlanta Thrashers (2009-2010)
- HV71 (2011-2012)
- Växjö Lakers (2012-2015)
- Modo Hockey (2015-2016)
- Malmö Redhawks (2016-2017)
- Växjö Lakers (2017-2018)

W drafcie NHL z 2001 został wybrany przez Pittsburgh Penguins. Od 2001 do 2005 przez cztery sezony występował w akademickiej lidze NCAA w barwach zespołu z Uniwersytetu Harvarda, a w ostatniej edycji był kapitanem drużyny. Od 2005 przez sześć sezonów grał w klubach NHL oraz w AHL. W 2011 został zawodnikiem szwedzkiej drużyny HV71. Rok potem przeszedł do Växjö Lakers, gdzie rozegrał trzy sezony. Od 2015 był graczem Modo, od 2016 Malmö Redhawks, a od 2017 ponownie w Växjö Lakers, gdzie rozegrał ostatni sezon.
W barwach reprezentacji seniorskiej Stanów Zjednoczonych uczestniczył w turnieju zimowych igrzysk olimpijskich 2018.

## Życie prywatne
Na Uniwersytecie Harvarda uzyskał dyplom na kierunku administracja. Podjął decyzję o oddaniu swojego mózgu po śmierci na rzecz Szkoły Medycyny Boston University celem badań nad wstrząśnieniem mózgu. Jego żoną została Alissa, siostra kanadyjskiego hokeisty Paula Postmy. Ponadto jego szwagrem został inny hokeista, Rhett Rakhshani.

## Sukcesy
Klubowe
- Mistrzostwo NCAA (ECAC): 2002, 2004 z Harvard University
- Mistrzostwo dywizji AHL: 2006 z Wilkes-Barre/Scranton Penguins
- F.G. „Teddy” Oke Trophy: 2006 z Wilkes-Barre/Scranton Penguins
- Złoty medal mistrzostw Szwecji: 2015, 2018 z Växjö Lakers
- Finał Hokejowej Ligi Mistrzów: 2018 z Växjö Lakers

Indywidualne
- NCAA ECAC 2001/2002:
  - Skład gwiazd pierwszoroczniaków
- NCAA ECAC 2002/2003:
  - Drugi skład gwiazd Amerykanów (East)
  - Drugi skład gwiazd
- NCAA ECAC 2004/2005:
  - Pierwszy skład gwiazd Amerykanów (East)
  - Pierwszy skład gwiazd
- AHL 2005/2006:
  - Mecz Gwiazd AHL
- Svenska hockeyligan (2014/2015):
  - Pierwsze miejsce w klasyfikacji minut kar w sezonie zasadniczym: 100 minut
  - Pierwsze miejsce w klasyfikacji minut kar w fazie play-off: 53 minuty
  - Stefan Liv Memorial Trophy - Najbardziej Wartościowy Zawodnik fazy play-off
- Svenska hockeyligan (2015/2016):
  - Pierwsze miejsce w klasyfikacji średniego czasu przebywania na lodzie w sezonie zasadniczym: 24,52 min.